# Goldlaufkäfer
Der Goldlaufkäfer oder Goldschmied (Carabus auratus) ist ein Käfer aus der Familie der Laufkäfer (Carabidae).

## Merkmale

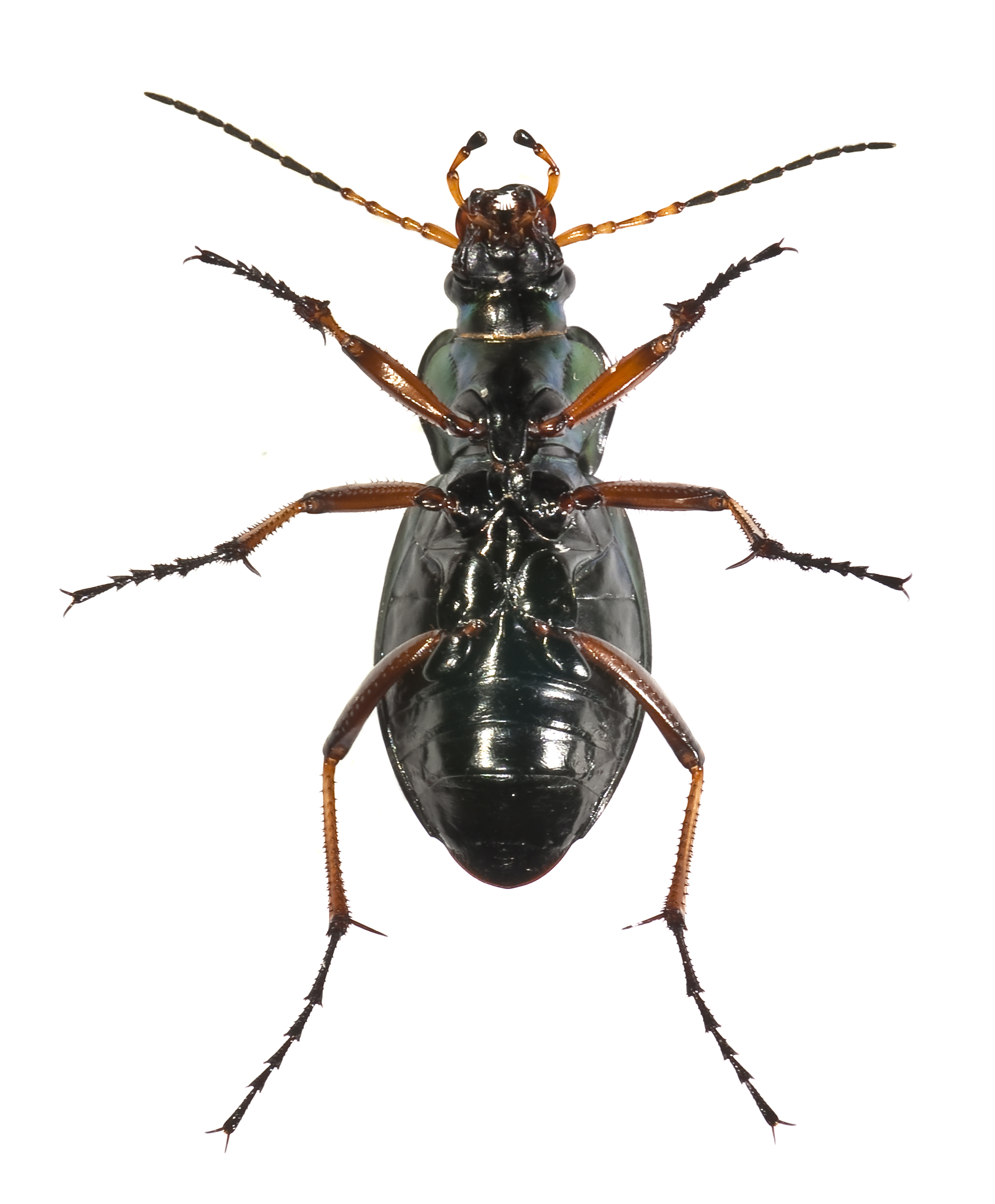
Goldlaufkäfer von unten

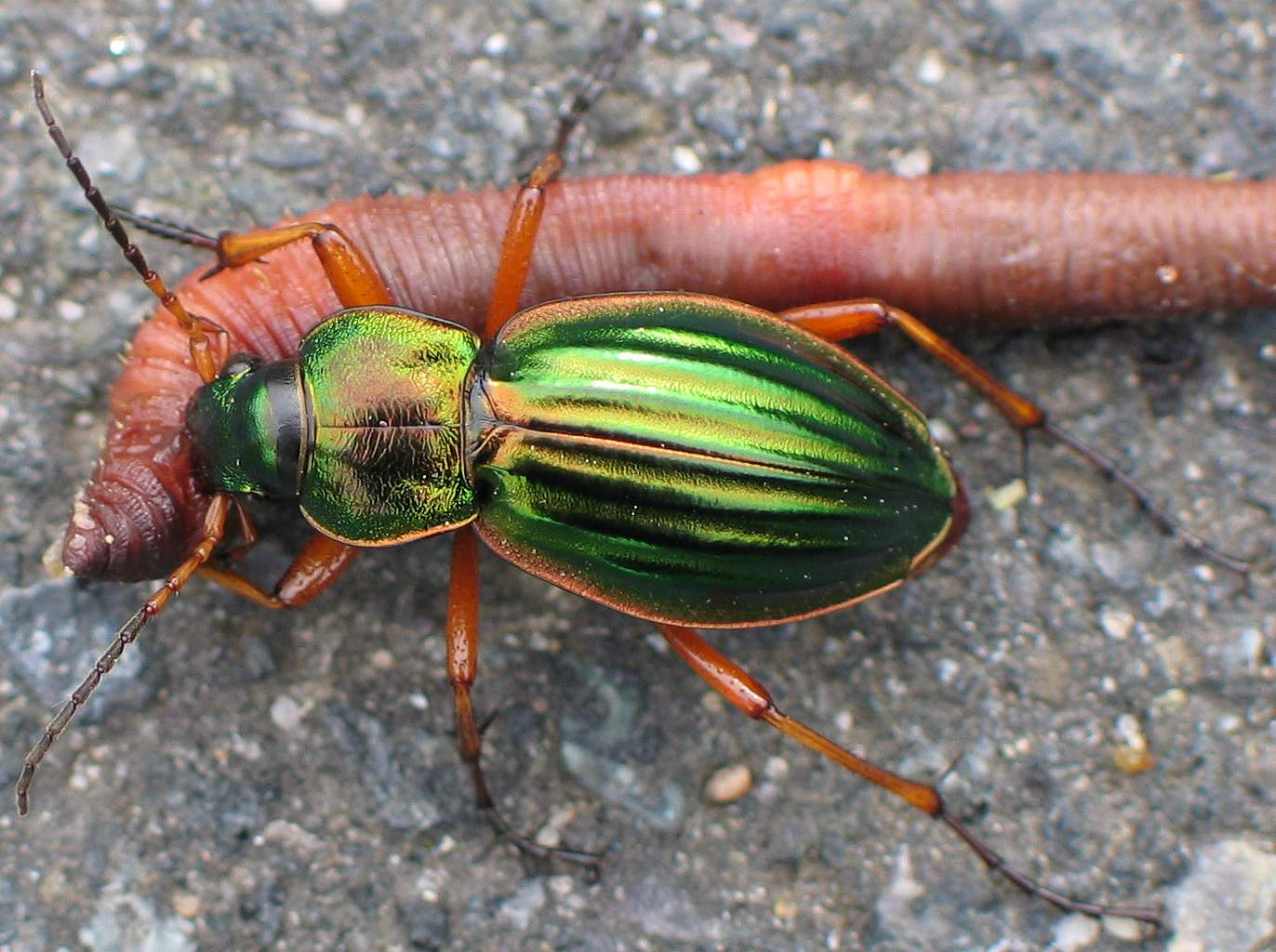
Goldlaufkäfer mit erbeutetem Regenwurm

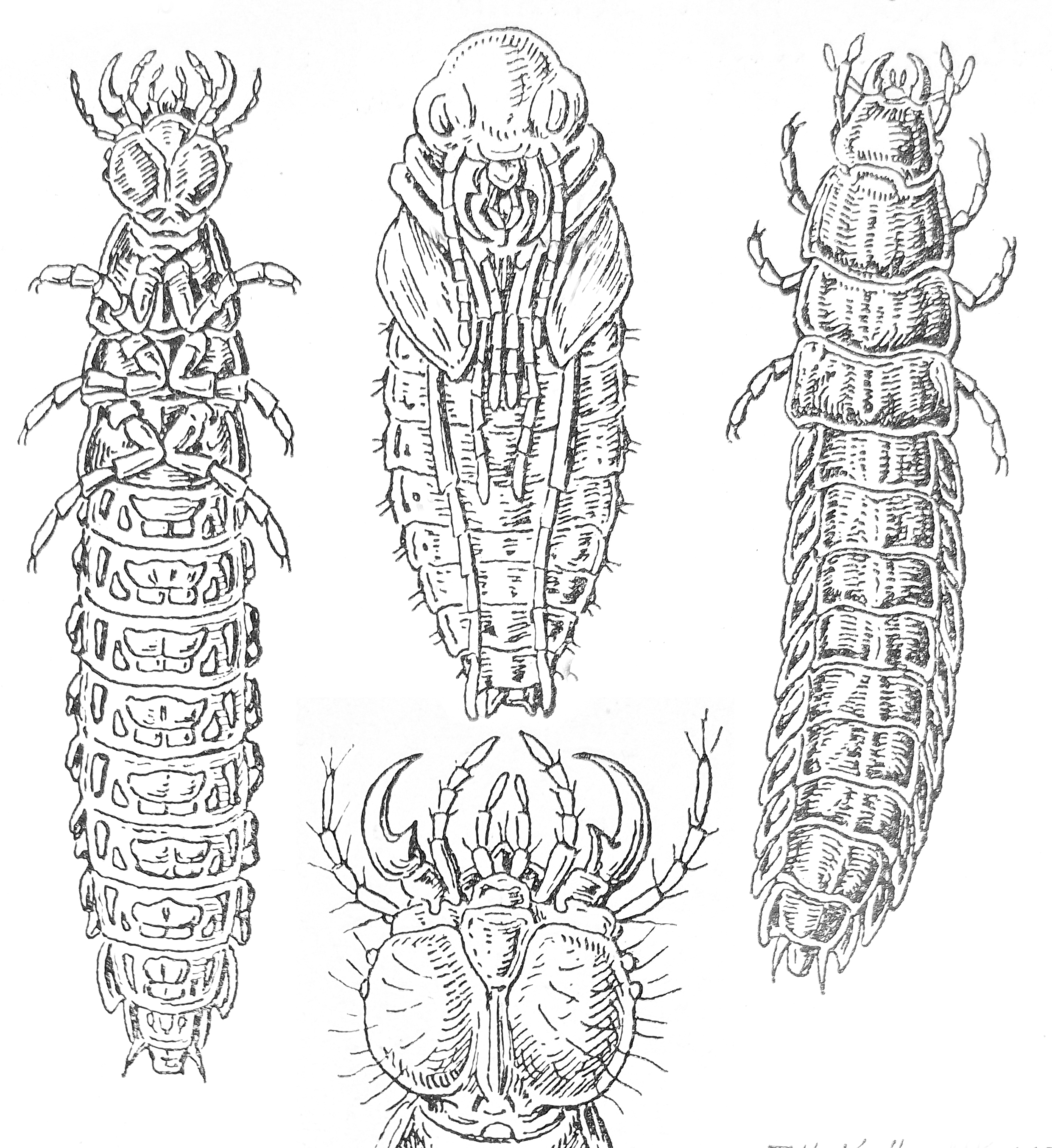
Larve von oben (rechts) und unten (links), Larvenkopf (Mitte unten) und Puppe (Mitte oben)

Die Käfer werden 17 bis 30 Millimeter lang. Ihr Kopf, der Halsschild und die Deckflügel sind grüngolden gefärbt. Auf letzteren verlaufen jeweils drei breite Längsrippen in gleicher Farbe. Am Ende sind die Deckflügel ausgeschnitten und bilden eine kleine Ausbuchtung. Die ersten vier Fühlerglieder sind rot, die restlichen dunkel. Auch die Palpen und die Beine sind rot. Sie sehen dem Goldglänzenden Laufkäfer (C. auronitens) sehr ähnlich, dieser hat aber nur ein rotes Fühlerglied und dunkle Längsrippen auf den Deckflügeln.

### Ähnliche Arten
- Goldglänzender Laufkäfer (Carabus auronitens)
- Heidelaufkäfer (Carabus nitens)

## Vorkommen
Die wärmeliebenden Tiere kommen in Mittel- und Westeuropa, östlich bis nach Polen vor, die Art breitet sich aber weiter nach Osten aus. Im Südwesten sind die Pyrenäen die Verbreitungsgrenze. Sie wurden auch im Süden Skandinaviens, auf den Britischen Inseln und in Nordamerika eingeschleppt. Sie kommen von April bis August häufig von tiefen Lagen bis in 2.500 Meter Höhe vor. Sie leben auf Feldern, Trockenhängen, an Waldrändern und auch in Gärten, besonders auf Lehmböden. In Thüringen ist die Art stark gefährdet.

## Lebensweise
Die tagaktiven, flinken Imagines klettern auch auf Bäume, um Jagd auf Schnecken, Würmer, Insekten und andere kleine Lebewesen zu machen. Die Beute kann dabei durchaus die Größe der Käfer überschreiten, wie im Falle von Regenwürmern. Darüber hinaus fressen die Tiere auch Aas und Pilze. Die Weibchen legen etwa fünfzig 5,5 Millimeter lange Eier. Die daraus schlüpfenden Larven jagen in den Morgen- und Abendstunden am Erdboden nach kleinen Lebewesen. Sie häuten sich dreimal, die Verpuppung erfolgt im Boden. Die nächste Generation an Käfern schlüpft noch im Herbst, überwintert aber in der Regel gleich nach dem Schlupf unter Steinen oder Moos. Goldlaufkäfer können ein Alter von zwei Jahren erreichen.